# Naineris victoriae
Naineris victoriae är en ringmaskart som beskrevs av Francis Day 1977. Naineris victoriae ingår i släktet Naineris och familjen Orbiniidae. Inga underarter finns listade i Catalogue of Life.